# Jorge Manuel Amador Galufo
Jorge Manuel ''Jorginho'' Amador Galufo (Sines, 29 de Maio de 1978) é um futebolista português, que joga habitualmente como defesa, maioritariamente a lateral esquerdo. Atualmente representa o Vasco da Gama Atlético Clube.
Jorge Manuel Amador Galufo, mais conhecido por ''Jorginho'' fez toda a sua formação pelo Vasco da Gama Atlético Clube, até 2005, quando se transferiu para o Modena Football Club.
Na época seguinte, foi a vez de representar o Grupo Desportivo Estoril Praia, onde em duas épocas contou 38 jogos e 1 golo, até se transferir para o Vitória de Setúbal.
Depois de uma temporada no Vitória Futebol Clube, transferiu-se para o Asteras Tripolis, do Campeonato Grego de Futebol, aquando também da mudança de Carlos Carvalhal para o clube. Contou com 8 jogos e nenhum golo ao serviço do clube grego.
No início de 2009 desvinculou-se do clube grego e assinou pelo Futebol Clube Paços de Ferreira. No final da época, Fernando Sequeira, presidente do Paços de Ferreira, confirmou a renovação do contrato. Alinhou em cerca de 40 jogos pelos 'castores' durante 3 épocas, marcando 1 golo, até se transferir para o Arouca.
Na época seguinte, após se desvincular do Arouca, foi a vez de representar o União Sport Club, clube em que se manteve até 2013.
Atualmente, e desde então, representa o Vasco da Gama Atlético Clube.